# Parque nacional de Laiwangi Wanggameti
El parque nacional de Laiwangi Wanggameti es un parque nacional ubicado en la isla de Sumba en Indonesia. Todos los tipos de bosques que existen en esta isla pueden encontrarse dentro del parque nacional, con especies como Syzygium, Alstonia scholaris, Ficus, Canarium oleosum, Cinnamomum zeylanicum, Myristica littoralis, Toona sureni, Sterculia foetida, Schleichera oleosa, y Palaquium obovatum.
Especies animales protegidas en este parque nacional incluyen el macaco cangrejero, especies de Sus, varano acuático, Malayopython timoriensis, gallo bankiva, tilopo de Sumba, vinago de Sumba, torillo de Sumba, Cacatua sulphurea citrinocristata, lori damisela, papamoscas de Hartert, oruguero de Sunda y suimanga de Sumba.